# أكيرا فيتزجيرالد
أكيرا فيتزجيرالد (بالإنجليزية: Akira Fitzgerald) هو لاعب كرة قدم أمريكي، ولد في 17 يوليو 1987 في تشيبا في اليابان. لعب مع نادي شمال كارولاينا ونادي نيويورك سيتي.

## وصلات خارجية
- أكيرا فيتزجيرالد على موقع قاعدة بيانات كرة القدم.إي يو (الإنجليزية)